# فلیکستو
latitudeفلیکستوlongitudeفلیکستو
فلیکستو (به انگلیسی: Felixstowe) یک شهرک در بریتانیا است که در انگلستان واقع شده‌است.

## خصوصیات
فلیکستو ۲۹٬۳۴۹ نفر جمعیت دارد.